# Regering-Frère-Orban II
De regering-Frère-Orban II (19 juni 1878 - 16 juni 1884) was een Belgische regering. Het was een liberale regering die de eerste, felle, schoolstrijd meemaakte. Ze volgde de regering-De Theux-Malou op na de liberale overwinning bij de verkiezingen van 11 juni 1878 en werd opgevolgd door de regering-Malou.
Alle leden van dit kabinet behoorden tot de conservatieve en doctrinaire strekking binnen de Liberale Partij. Het was de laatste homogene liberale regering in de Belgische geschiedenis, en werd opgevolgd door een homogene katholieke regering die het net opgerichte Ministerie van Onderwijs alweer afschafte en onderbracht bij Binnenlandse Zaken.

## Verloop
Onder het bewind van deze regering ontstond een felle schoolstrijd. Ze richtte in 1878 een departement van Openbaar Onderwijs op en voerde de tweede wet op het lager onderwijs van 10 juli 1879 in. Hierdoor moest iedere gemeente minstens één officiële school onderhouden, ze mochten geen vrije school subsidiëren, onderwijzers in deze gemeentescholen moesten een diploma van een rijksnormaalschool bezitten en godsdienstlessen moesten buiten de lesuren en op uitdrukkelijk verzoek van de ouders worden ingericht. Op 11 juni 1881 kwam een gelijksoortige Wet op het middelbaar onderwijs tot stand.
Reeds in 1878 reageerden de Katholieke Kerk, de katholieke politici en het katholiek onderwijs hier met hevigheid op. Het werd duidelijk dat het land over deze kwestie in twee kampen was verdeeld. Voor de katholieken was deze schoolstrijd een gevecht om de ziel van het kind. Deze schoolwet werd de bijnaam van ongelukswet gegeven, katholieke onderwijzers kregen een verbod om te onderwijzen in de scholen zonder God en katholieke ouders mochten er hun kinderen niet naar sturen. Van haar kant oefende de liberale regering druk uit om hen daartoe te verplichten en nam financiële en andere kwellende maatregelen tegen de geestelijkheid. In 1880 verbrak de liberale regering de diplomatieke betrekkingen met het Vaticaan, als vergelding tegen paus Leo XIII, die van 1843 tot 1846 nuntius was geweest in België en het Belgische episcopaat bleef steunen.
Talrijke nieuwe vrije scholen werden opgericht en bijna 200.000 kinderen en 1.340 onderwijzers verlieten de gemeentescholen. In 1878 telden de vrije scholen slechts 13,1% van het totale leerlingenaantal, maar op 15 december 1880 hadden ze reeds 63,5% van de kinderen tot zich getrokken. De doctrinaire liberalen hadden echter over het hoofd gezien dat de meerderheid van het parlement, maar amper 2% van de bevolking van het land vertegenwoordigden. Bij de verkiezingen van 1884 leden de liberalen dan ook een verpletterende nederlaag en kwamen gedurende dertig jaar niet meer aan de macht. De katholieke meerderheid herstelde de toestand nagenoeg van 1842. Wel werd de beslissing of godsdienstonderwijs van het programma deel uitmaakte, aan de gemeentebesturen overgelaten. In 1885 werden 931 gemeentescholen en 701 scholen voor volwassenen afgeschaft.

### Andere maatregelen
De regering voerde met de wet van 24 augustus 1883 het capaciteitskiesrecht in, dat zo het gemeentelijk en provinciaal stemrecht in België uitbreidde, naast het bestaande censuskiesrecht.

## Samenstelling
De regering telde zeven ministers.
| Ambtsbekleder              | Ambtsbekleder                   | Ambtsbekleder                           | Functie                     | Termijn                         | Partij            |
| -------------------------- | ------------------------------- | --------------------------------------- | --------------------------- | ------------------------------- | ----------------- |
|                            |                                 | Walthère Frère-Orban (1812-1896)        | Minister Buitenlandse Zaken | 19 juni 1878 - 16 juni 1884     | Liberale Partij   |
|                            |                                 | Charles Graux (1837-1910)               | Minister Financiën          | 19 juni 1878 - 16 juni 1884     | Liberale Partij   |
|                            |                                 | Jules Bara (1835-1900)                  | Minister Justitie           | 19 juni 1878 - 16 juni 1884     | Liberale Partij   |
|                            |                                 | Gustave Rolin-Jaequemyns (1835-1902)    | Minister Binnenlandse Zaken | 19 juni 1878 - 16 juni 1884     | Liberale Partij   |
|                            |                                 | Pierre Van Humbeeck (1829-1890)         | Minister Openbaar Onderwijs | 19 juni 1878 - 16 juni 1884     | Liberale Partij   |
| Minister ad interim Oorlog | 29 juni 1879 - 8 september 1879 | Pierre Van Humbeeck (1829-1890)         |                             |                                 | Liberale Partij   |
| Minister ad interim Oorlog | 21 juni 1880 - 6 november 1880  | Pierre Van Humbeeck (1829-1890)         |                             |                                 | Liberale Partij   |
|                            |                                 | Bruno Renard (1804-1879)                | Minister Oorlog             | 19 juni 1878 - 29 juni 1879     | extraparlementair |
|                            |                                 | Jean-Baptiste Liagre (1815-1891)        | Minister Oorlog             | 8 september 1879 - 21 juni 1880 | extraparlementair |
|                            |                                 | Guillaume Gratry (1822-1885)            | Minister Oorlog             | 6 november 1880 - 16 juni 1884  | extraparlementair |
|                            |                                 | Charles-Xavier Sainctelette (1825-1898) | Minister Openbare Werken    | 19 juni 1878 - 3 augustus 1882  | Liberale Partij   |
|                            |                                 | Xavier Olin (1836-1899)                 | Minister Openbare Werken    | 5 augustus 1882 - 16 juni 1884  | Liberale Partij   |

### Herschikkingen
- Op 29 juni 1879 neemt Bruno Renard ontslag als minister van Oorlog en wordt tijdelijk opgevolgd door Pierre Van Humbeeck. Op 8 september 1879 wordt Jean Liagre minister van Oorlog.
- Op 21 juni 1880 neemt Jean Liagre ontslag als minister van Oorlog en wordt tijdelijk opgevolgd door Pierre Van Humbeeck. Op 6 november 1880 wordt Auguste Gratry minister van Oorlog.
- Op 3 augustus 1882 neemt Charles Sainctelette ontslag als minister van Openbare Werken en wordt opgevolgd door Xavier Olin.